# Джеф Бъргман
Джефри Бъргман (на английски: Jeff Bergman) е американски озвучаващ актьор и имитатор, който е настоящия глас на класическите анимационни герои на „Шантави рисунки“ и „Хана-Барбера“. Той е първият актьор, който замества Мел Бланк като гласа на Бъгс Бъни и няколко други анимационни герои на „Уорнър Брос“ след смъртта на Бланк през 1989 г.

## Ранен живот
Бъргман е роден на 10 юли 1960 г. в семейство от еврейски произход във Филаделфия, Пенсилвания. В ранните си години той започва да имитира гласовете на знаменитости и анимационни герои, а първата му имитация е на комика Ед Съливан, когато Бъргман е на 6-годишна възраст. На 15-годишна възраст той започва да имитира няколко герои от поредицата „Шантави рисунки“.

## Герои
Бъргман озвучава множество герои в кариерата си. Неговия вокален репертоар включва Бъгс Бъни, Дафи Дък, Котарака Силвестър, Туити, Фогхорн Легхорн, Елмър Фъд, Порки Пиг, Марвин Марсианеца, Пепе ле Пю, Таз, Йосемити Сам, Спийди Гонзалес, Мечето Йоги, Хъкълбери Хрътката, Куик Дроу Макгроу, Снагълпус, Бу Бу, Рейнджър Смит, Крокодилът Уоли, Пикси и Дикси, Баба Луи, Г-н Джинкс, Топ Кет, Полицай Дибъл, Джордж Джетсън, Елрой Джетсън, Астро, Г-н Спейсли, Гарфилд, Фред Флинтстоун, Барни Ръбъл, Дино, Лъвът Липи, Друпи и много други.

## Личен живот
Бъргман живее в Лос Анджелис, Калифорния, и има двама сина.